# Saint-Georges-d'Orques
Saint-Georges-d'Orques är en kommun i departementet Hérault i regionen Occitanien i södra Frankrike. Kommunen ligger i kantonen Pignan som tillhör arrondissementet Montpellier. År 2022 hade Saint-Georges-d'Orques 5 707 invånare.

## Befolkningsutveckling
Antalet invånare i kommunen Saint-Georges-d'Orques
Referens:INSEE